# Baszta Nowa w Gdańsku
Baszta Nowa (niem. Neuer Turm) – dawna baszta obronna Starego Przedmieścia w Gdańsku. Do dzisiejszych czasów zachowały się jej relikty.

## Historia
Baszta Nowa położona była w ciągu zachodnich wałów Starego Przedmieścia. Obecnie w tym miejscu znajduje się Wiadukt Biskupia Górka oraz parking przed pomorskim urzędem marszałkowskim i wojewódzkim. 
Późnogotycka budowla wzniesiona pod koniec XV wieku. Uzbrojona była w działa. Był to w tamtym czasie newralgiczny, południowo-zachodni kraniec miejskich fortyfikacji, dlatego baszta została w latach 30. XVI wieku wzmocniona poprzez usypanie dookoła niej ziemnego Rondela Przedmiejskiego. Został on następnie zamieniony w Bastion Wiebego w latach 40. XVII wieku, na skutek czego relikty baszty znalazły się pod ziemią i służyły jako magazyn prochowy. 
Pozostałości baszty zostały zniwelowane razem z Bastionem Wiebego w latach 1895-1897, ale pod ziemią pozostały fundamenty obiektu. W 2018 roku podczas budowy nowego Wiaduktu Biskupia Górka oraz parkingu piętrowego przed urzędem marszałkowskim i wojewódzkim odkryto zachowane w ziemi relikty baszty. Zostały one wyeksponowane na poziomie pod parkingiem.